# Sarakatsani
Os Sarakatsani (em grego: Σαρακατσάνοι, também escrito Karakachani, em búlgaro: каракачани) são um subgrupo étnico da população grega   que eram tradicionalmente pastores transumantes, nativos da Grécia, com uma presença menor na vizinha Bulgária, sul da Albânia e Macedônia do Norte. Historicamente centrados nos Montes Pindo e outras cadeias de montanhas na Grécia continental, a maioria dos Sarakatsani abandonou o modo de vida transumante e foram urbanizados.

## Nome
A teoria mais amplamente aceita para a origem do nome "Sarakatsani" é que ele vem da palavra turca karakaçan (de kara = 'negro' e kaçan = 'fugitivo'), usada pelos otomanos, em referência às pessoas que se vestiam de preto e fugiam para as montanhas durante o domínio otomano.  De acordo com outras teorias, o nome poderia ter origem na aldeia de Sakaretsi (a suposta terra natal dos Sarakatsani),  ou na aldeia de Syrrako. 

## História e origem
Apesar do silêncio dos escritores clássicos e medievais, os estudiosos argumentam que os Sarakatsani são um povo grego, possivelmente descendente de pastores indígenas pré- clássicos, citando evidências linguísticas e certos aspectos de sua cultura tradicional e organização socioeconômica. Uma teoria popular, baseada na linguística e na cultura material, sugere que os Sarakatsani são descendentes dos dóricos, que ficaram isolados durante séculos nas montanhas.     
As suas origens têm sido objecto de amplo e permanente interesse, resultando em vários estudos de campo realizados por antropólogos entre os Sarakatsani. 

### Descrições
Muitas das descrições dos Sarakatsani do século XIX não os diferenciam de outros grandes povos pastores dos Bálcãs, os arromenos ("valáquios"), uma população de língua românica. Em muitos casos, os Sarakatsani foram identificados como Valáquios.  Aravantinos discute como outro grupo, os Arvanitovlachs (também conhecidos como Farsharot Aromanianos), foram erroneamente chamados de Sarakatsani, embora estes últimos fossem claramente de origem grega,  aumentando as diferenças entre os dois grupos e afirmando que os Arvanitovlachs eram na verdade outro grupo, os Garagounides ou Korakounides.  Os Sarakatsani também eram chamados de Roumeliotes ou Moraites, nomes baseados em onde viviam. Otão, o primeiro rei da Grécia moderna, era conhecido por ser um grande admirador dos Sarakatsani, e diz-se que teve um filho ilegítimo no início de seu reinado com uma mulher de um clã Sarakatsani chamada Tangas. 
Desde o século XX, uma multidão de estudiosos estudou a origem linguística, cultural e racial dos Sarakatsani. Entre eles, o estudioso dinamarquês Carsten Høeg, que viajou duas vezes para a Grécia entre 1920 e 1925 e estudou o dialeto e as narrações dos Sarakatsani, é sem dúvida o mais influente. Ele não encontrou vestígios de elementos estrangeiros no dialeto Sarakatsani e nenhum traço de sedentarismo em sua cultura material. Além disso, ele procurou exemplos de nomadismo na Grécia clássica, semelhante ao dos Sarakatsani. Ele visitou os Sarakatsani do Épiro e mencionou outros grupos sem aldeias fixas em várias outras partes da Grécia.
Parece não haver menção escrita dos Sarakatsani antes do século XVIII, mas isso não implica necessariamente que eles não existissem antes. É provável que o termo "Sarakatsani" seja um nome genérico relativamente novo dado a uma população antiga que viveu durante séculos isolada dos outros habitantes do que hoje é a Grécia.
Georgakas (1949) e Kavadias (1965) acreditam que os Sarakatsani são descendentes de antigos nômades que habitavam as regiões montanhosas da Grécia nos tempos pré-clássicos, ou são descendentes de camponeses gregos sedentários forçados a deixar seus assentamentos originais por volta do século XIV e que se tornaram pastores nômades. Angeliki Hatzimihali, uma folclorista grega que passou a vida entre os Sarakatsani, enfatiza os elementos prototípicos da cultura grega que ela encontrou no modo de vida pastoral, na organização social e nas formas de arte dos Sarakatsani. Ela também aponta a semelhança entre sua arte decorativa e a arte geométrica da Grécia pré-clássica.  Eurípides Makris (1997) descreve os Sarakatsani como "a mais antiga tribo grega de pastores nômades, cujas origens podem ser rastreadas até tempos imemoriais". 
O historiador e antropólogo inglês John K. Campbell chega à conclusão de que os Sarakatsani devem ter sempre vivido — mais ou menos — nas mesmas condições e áreas em que foram encontrados em seus dias de pesquisa, em meados da década de 1950. Ele também destaca as diferenças entre eles e os aromenos, considerando os Sarakatsani como um grupo social distinto dentro da nação grega.  Como resultado de seus estudos de campo sobre os Sarakatsani do Épiro, Nicholas Hammond, um historiador britânico, os considera descendentes de pastores gregos que viviam na região de Gramos e Pindo desde o início do período bizantino, que foram desapropriados de suas pastagens pelos aromenos, o mais tardar, no século XII. 
De acordo com Kapka Kassabova, que viveu entre os Sarakatsani na Bulgária, nos tempos modernos, quatro fatores principais são responsáveis pela desintegração do estilo de vida nômade tradicional do povo: (a) após a Primeira Guerra Mundial, em acordos como o Tratado de Neuilly-sur-Seine, novas fronteiras foram traçadas entre a Grécia, a Bulgária e a Turquia, o que tornou as caravanas nômades envolvidas na transumância custosas e perigosas; (b) após a Segunda Guerra Mundial e a eclosão da Guerra Fria, essas fronteiras nacionais congelaram as relações e proibiram o movimento de animais e pessoas das terras baixas dos Balcãs do Mar Egeu e da Trácia para o interior; (c) o processo de coletivização na Bulgária realizado a partir de 1957 levou ao abate de grande parte do gado, juntamente com o roubo total de rebanhos; e (d) com o colapso do comunismo e o início da privatização, tanto o abate em massa de gado como a sua exportação levaram a uma perda drástica de animais, não restando qualquer infra-estrutura estatal residual para os proteger. Foi apenas um grupo de amantes dos animais que reuniu os estoques restantes e estabeleceu uma área para conservá-los em Orelyak, o que permitiu que as raças Karakachan de cavalos, ovelhas e cães sobrevivessem intactas. 

### Sarakatsani e Arromenos
Estudiosos romenos e arromenos tentaram provar uma origem comum para os Sarakatsani e os aromenos.   Os últimos, também conhecidos como valáquios, constituem o outro grande grupo étnico transumante na Grécia e falam arromeno, uma língua românica oriental, enquanto os sarakatsani falam um dialeto do norte do grego.
Os Sarakatsani compartilham parcialmente uma distribuição geográfica comum com os Aromenos na Grécia, embora os Sarakatsani se estendam mais para o sul. Apesar das diferenças entre as duas populações, elas são frequentemente confundidas devido ao seu modo de vida transumante comum. Além disso, o termo “Valáquio” tem sido usado na Grécia desde os tempos bizantinos para se referir indiscriminadamente a todos os pastores transumantes.  Além disso, a presunção de que uma sociedade nômade, como a Sarakatsani, abandonaria sua língua, traduziria toda sua tradição verbal para o grego e criaria, em poucas gerações, um dialeto grego separado, deve ser assumida com cautela.
John Campbell afirmou, após seu próprio trabalho de campo entre os Sarakatsani na década de 1950, que os Sarakatsani estavam em uma posição diferente dos Aromenos. Os aromenos são geralmente bilíngues em grego e aromeno, enquanto as comunidades sarakatsani sempre falaram apenas grego e não conheceram nenhuma outra língua. Ele também afirma que a pressão crescente sobre as áreas limitadas disponíveis para pastagem de inverno nas planícies costeiras resultou em disputas entre os dois grupos sobre o uso das pastagens. Além disso, durante o período de sua pesquisa, muitos aromenos viviam frequentemente em aldeias importantes onde a pastorícia não estava entre suas ocupações e demonstravam diferentes formas de arte, valores e instituições, daqueles dos Sarakatsani.  Os Sarakatsani também diferem dos Aromenos porque dotam as suas filhas, atribuem uma posição inferior às mulheres e aderem a uma estrutura patriarcal ainda mais rigorosa. 

## Cultura
Hoje, quase todos os Sarakatsani abandonaram seu estilo de vida nômade e se assimilaram à vida moderna grega, mas houve esforços para preservar sua herança cultural. Os assentamentos, vestimentas e trajes tradicionais dos Sarakatsani fazem deles um grupo social e cultural distinto dentro da herança coletiva grega, e eles não são considerados pelos gregos como constituindo uma minoria étnica.  As suas artes populares características consistem em canções, danças e poesias, bem como esculturas decorativas em madeira e bordados nos seus trajes tradicionais, que se assemelham à arte geométrica da Grécia pré-clássica.  Na medicina, eles usam uma série de remédios populares, incluindo ervas, mel e sangue de cordeiro.

### Linguagem
Os Sarakatsani falam um dialeto grego do norte, Sarakatsanika (Σαρακατσάνικα), que contém muitos elementos gregos arcaicos que não sobreviveram em outras variantes do grego moderno.  Carsten Høeg afirma que não há vestígios significativos de palavras estrangeiras emprestadas no dialeto Sarakatsani e que elementos estrangeiros não são encontrados nas estruturas fonológicas ou gramaticais. Sarakatsanika tem algumas palavras relacionadas ao pastoreio de origem arromena, mas as influências aromenas no dialeto Sarakatsani são o resultado de contatos recentes e dependências econômicas entre os dois grupos. 
Na Bulgária, os Sarakatsani usam tanto o búlgaro quanto o grego na mesma medida em suas famílias e comunidades. Eles têm identidades complexas ou diferentes, como Sarakatsani, mas também gregas, assim como búlgaras.   Na Bulgária, eles geralmente marcam sua etnia como búlgara e falam búlgaro na maioria das situações. 

### Parentesco e honra dos parentes

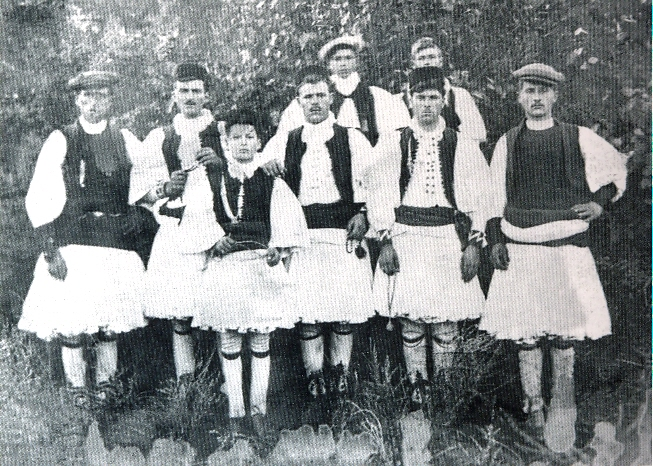
Homens Sarakatsani na Macedônia Ocidental, Grécia (1935).

O sistema de parentesco entre os Sarakatsani adere a um forte sistema de descendência patrilinear. Ao calcular a descendência, a linhagem é rastreada somente pela linha paterna; ao determinar as relações familiares, os descendentes dos avós maternos e paternos de um homem fornecem o campo de onde seus parentes reconhecidos são extraídos. O parentesco não é contado além do grau de primo em segundo grau. Dentro do parentesco, a família constitui a unidade significativa e é um grupo corporativo. Um casal conjugal é o núcleo da família extensa, que também inclui seus filhos solteiros e, muitas vezes, seus filhos jovens casados e suas esposas. A família Sarakatsani constitui uma rede de obrigações compartilhadas e cooperação em situações relativas à honra de seus membros. 
Seus casamentos são arranjados e não pode haver casamento entre dois membros da mesma família. A noiva deve trazer para o casamento um dote de móveis domésticos, roupas e, mais recentemente, ovelhas ou seu equivalente em dinheiro. A contribuição do marido é sua parte dos rebanhos mantidos por seu pai, que permanecem mantidos em comum por sua família paterna até alguns anos após seu casamento. O casal recém-casado inicialmente passa a residir perto da família de origem do marido, enquanto o divórcio e o novo casamento após a viuvez são desconhecidos. 
O conceito de honra é de grande importância para os Sarakatsani e o comportamento de qualquer membro de uma família reflete em todos os seus membros. Portanto, evitar a opinião pública negativa fornece um forte incentivo para viver de acordo com os valores e padrões de propriedade mantidos pela comunidade como um todo. Os homens têm como dever proteger a honra da família e estão atentos ao comportamento dos demais membros da família. 

### Religião
Os Sarakatsani são cristãos ortodoxos gregos e filiados à Igreja da Grécia. 
Os Sarakatsani homenageiam os dias festivos de São Jorge e São Demétrio, que ocorrem pouco antes de suas migrações sazonais, no final da primavera e no início do inverno, respectivamente. Especialmente no dia da festa de São Jorge, a família festeja com cordeiro em homenagem ao santo, um ritual que também marca o Natal e a Ressurreição de Cristo, enquanto a semana da Páscoa é o período ritual mais importante na vida religiosa Sarakatsani. Outros eventos cerimoniais, fora do calendário cristão formal, são casamentos e funerais; estes últimos são ocasiões rituais que envolvem não apenas a família imediata do falecido, mas também os membros do maior grupo de parentesco, enquanto a prática funerária é consistente com a da igreja. O luto é mais marcante entre as mulheres e principalmente entre as viúvas. 

### Pastoralismo

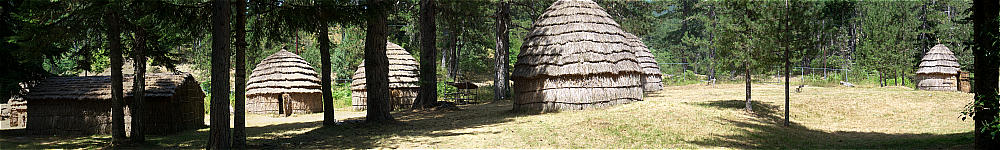
Um vilarejo Sarakatsani reconstruído na vila de Skamneli, no Epiro, Grécia.

Os Sarakatsani tradicionalmente passam os meses de verão nas montanhas e retornam às planícies mais baixas no inverno. A migração começaria na véspera do dia de São Jorge, em abril, e a migração de retorno começaria no dia de São Demétrio, em 26 de outubro. No entanto, de acordo com uma teoria, os Sarakatsani nem sempre foram nômades, mas apenas se voltaram para a dura vida nômade nas montanhas para escapar do domínio otomano.   Os Sarakatsani foram encontrados em várias regiões montanhosas da Grécia continental, com alguns grupos do norte da Grécia se mudando para países vizinhos no verão, já que as travessias de fronteira entre a Grécia, Albânia, Bulgária e a antiga Iugoslávia eram relativamente desobstruídas até meados do século XX. Depois de 1947, com o início da Guerra Fria, as fronteiras entre esses países foram fechadas; e alguns grupos Sarakatsani ficaram presos em outros países e não puderam retornar à Grécia. 
Os assentamentos tradicionais Sarakatsani ficavam localizados em terras de pastagem ou perto delas, tanto no verão quanto no inverno. O tipo mais característico de habitação era uma cabana abobadada, emoldurada por galhos e coberta com palha. Um segundo tipo era uma estrutura retangular com vigas de madeira e telhado de palha. Em ambos os tipos, a peça central da habitação era uma lareira de pedra. Os pisos e paredes estavam cobertos com lama e esterco de mula. Desde o final da década de 1930, os requisitos nacionais para o registro de cidadãos levaram a maioria dos Sarakatsani a adotar como residência legal as aldeias associadas às pastagens de verão, e muitos construíram casas permanentes nessas aldeias desde então. 
Seus assentamentos tradicionais consistem em um grupo de casas cooperantes, geralmente ligadas por laços de parentesco ou casamento. Eles constroem as casas em um conjunto de terrenos planos perto do pasto, com estruturas de apoio próximas. Este complexo é chamado stani (στάνη), um termo também usado para se referir ao grupo cooperativo que compartilha a terra arrendada. O chefe de cada família participante paga uma parte no final de cada temporada ao tselingas, o líder stani, em cujo nome o arrendamento foi originalmente feito. A herança da propriedade e da riqueza de um indivíduo geralmente passa para os homens da família; os filhos herdam uma parte dos rebanhos e propriedades de seus pais e mães, embora os bens domésticos possam passar para as filhas. 
A vida deles gira em torno das necessidades dos rebanhos durante todo o ano; homens e meninos geralmente são responsáveis pela proteção e cuidados gerais dos rebanhos, como tosquia e ordenha, enquanto as mulheres se ocupam com a construção de moradias, currais e currais de cabras; cuidados com as crianças e outras tarefas domésticas, incluindo preparar, fiar e tingir a lã tosquiada; e cuidar das galinhas, cujos ovos são sua única fonte de renda pessoal. As mulheres também mantêm hortas domésticas, com algumas ervas selvagens usadas para complementar a dieta da família. Quando os meninos têm idade suficiente para ajudar com os rebanhos, eles acompanham os pais e aprendem as habilidades que um dia precisarão. Da mesma forma, as meninas aprendem observando e auxiliando suas mães. 

## Demografia
Até meados do século XX, os Sarakatsani estavam espalhados por muitas partes da Grécia, com aqueles das regiões do norte da Grécia mudando-se frequentemente para países vizinhos durante os meses de verão, como Albânia, sul da Iugoslávia, Bulgária e Trácia Oriental, na Turquia. Na década de 1940, as fronteiras entre esses países foram fechadas, e um pequeno número de Sarakatsani teve que se estabelecer fora da Grécia. Comunidades residuais ainda existem no sul da Albânia (norte do Epiro), na Macedônia do Norte e na Bulgária. 
Tem sido difícil estabelecer o número exato de Sarakatsani ao longo dos anos, pois eles se dispersavam e migravam no verão e no inverno e não eram considerados um grupo distinto, de modo que os dados do censo não incluíam informações separadas sobre eles. Além disso, eles eram frequentemente confundidos com outros grupos populacionais, especialmente os aromenos. No entanto, em meados da década de 1950, seu número foi estimado em 80.000 na Grécia,  mas foi um período em que o processo de urbanização já havia começado para um grande número de gregos, e o número de Sarakatsani que já haviam deixado de ser pastores transumantes em algum momento no passado era desconhecido.
As populações Sarakatsani podem ser encontradas principalmente em várias regiões da Grécia continental: na cordilheira do Pindo e suas extensões ao sul de Giona, Parnaso e Panaitoliko na Grécia Central; na Eubeia central, nas montanhas do norte do Peloponeso, nas Montanhas Ródope na Grécia, na Trácia grega, nas montanhas perto do Olimpo e Ossa, e em partes da Macedônia grega. A grande maioria dos Sarakatsani abandonou o estilo de vida nômade e vive permanentemente em suas aldeias, enquanto muitos membros da geração mais jovem se mudaram para as principais cidades gregas.

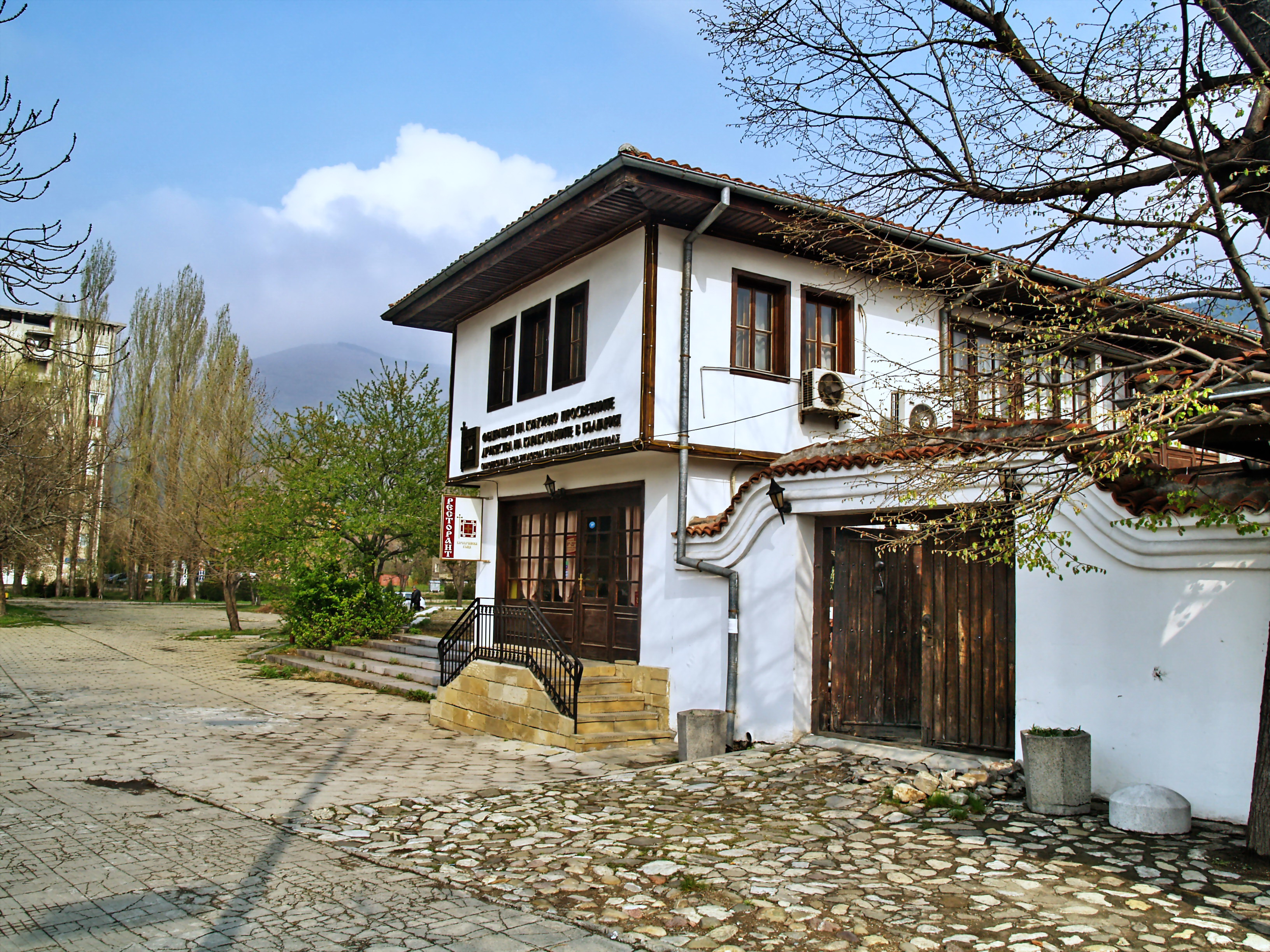
A sede da federação dos Sarakatsani da Bulgária em Sliven.

Na Bulgária, de acordo com o censo de 2011, 2.556 indivíduos foram identificados como Sarakatsani, (em búlgaro: каракачани, karakachani),  um número significativamente reduzido em relação aos 4.107 Sarakatsani identificados no censo de 2001.  No entanto, em 1992, estimava-se que fossem cerca de 15.000.  A maioria vive nas áreas da cordilheira dos Balcãs, no Monte Rila e no nordeste da Bulgária.  Em 1991, eles estabeleceram a Federação das Associações Culturais e Educacionais de Karakachans em Sliven. 
Os Sarakatsani na Bulgária chamam-se a si próprios Karakachans búlgaros, uma vez que vivem na Bulgária, onde os seus antepassados, em alguns casos, também nasceram.  Ao contrário do dialeto grego e da autoidentificação, o governo búlgaro considera os Sarakatsani um grupo étnico separado dos outros gregos na Bulgária. Os búlgaros consideram que são provavelmente de origem arromena ou eslava.  Uma teoria búlgara alternativa afirma que os Sarakatsani são descendentes de trácios helenizados que, devido ao seu isolamento nas montanhas, não foram eslavizados. 

## Desenraizamento e ritualização
Em seu livro An Island Apart, a escritora de viagens Sarah Wheeler traça descendentes dos Sarakatsani na Eubeia. Eles também podem ser encontrados na ilha de Poros. Ela escreve: 
Fiquei fascinado por esta tribo esquiva e distante, transumante, com origem sedutoramente misteriosa. Eles se espalharam por todos os Bálcãs e estão mais intimamente associados às montanhas Pindo e Rodopi no norte do continente: na década de 1950 havia cerca de 80.000 deles. Eles passavam metade do ano nas pastagens nas montanhas e a outra metade nas planícies. O seu desenraizamento foi equilibrado por uma elaborada ritualização de quase todos os aspectos das suas vidas, desde os trajes até ao código moral. Evia foi a única ilha usada pelos Sarakatsani, exceto Poros, que foi o ponto mais ao sul que eles já chegaram (e talvez Aegina também). Em Evia, eles eram, até este século, encontrados apenas no pedaço da ilha do eixo Chalcis-Kymi em direção ao norte, aproximadamente até Ayianna, e o aglomerado de aldeias ao redor de Skiloyanni constituía a região Sarakatsani mais povoada da ilha. Havia 50 famílias Sarakatsani vivendo no Monte Kandili, trabalhando como coletores de resina envoltas em camadas de fantasias elaboradas. Fotografias tiradas há apenas algumas décadas de mulheres Sarakatsani em trajes tradicionais sentadas do lado de fora de suas cabanas trançadas em forma de cabana. Muitos deles tinham uma aparência nada grega e eram louros; talvez isso explique as cabeças loiras que você vê agora. Os Sarkatsanoi eram conhecidos por vários nomes pela população indígena, geralmente com base em sua origem, e em Evia eram geralmente chamados de Roumi, Romi ou Roumeliotes em homenagem à Rumélia. As pessoas muitas vezes falavam deles de forma enganosa como Valáquios. Eles estão agora assentados, principalmente como agricultores, com suas próprias pastagens permanentes. A história deles é de total assimilação.

## Sarakatsanis notáveis

### Militares
- Antonis Katsantonis, um kleft
- Georgios Karaiskakis, um herói da Guerra da Independência Grega
- Anastasios Karatasos, comandante da Guerra da Independência Grega
- Dimitrios Karatasos, um chefe da Guerra da Independência Grega

### Políticos
- Alexandros Karathodoros
- Lefteris Zagoritis
- Georgios Souflias
- Dimitris Koutsoumpas, Secretário-Geral do Partido Comunista da Grécia

## Galeria

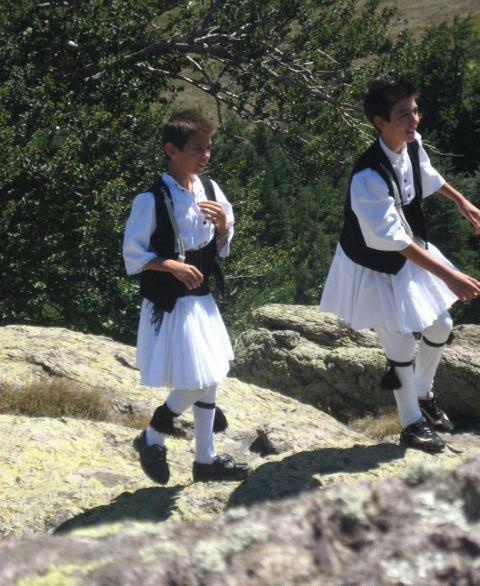
Crianças Sarakatsani em fustanella.
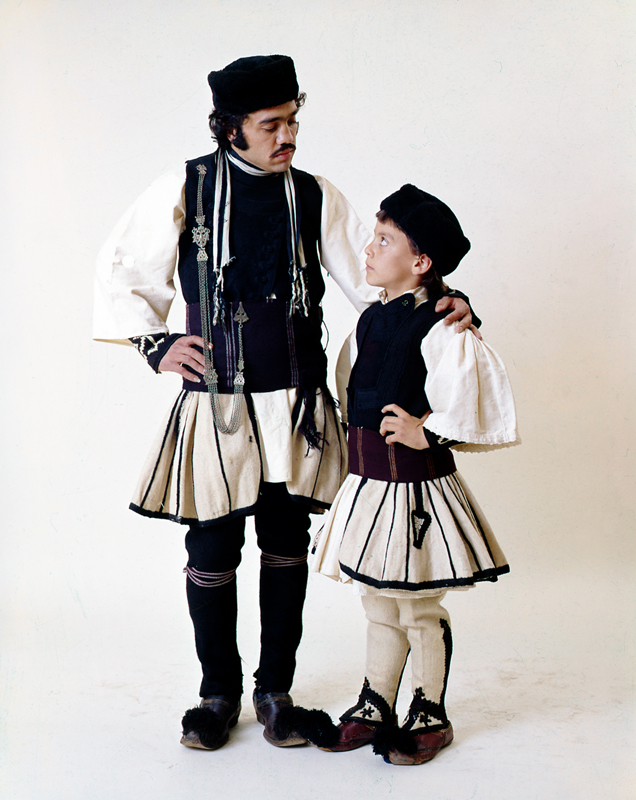
Um homem e um menino vestindo os trajes tradicionais dos Sarakatsani da Trácia (arquivo PFF).
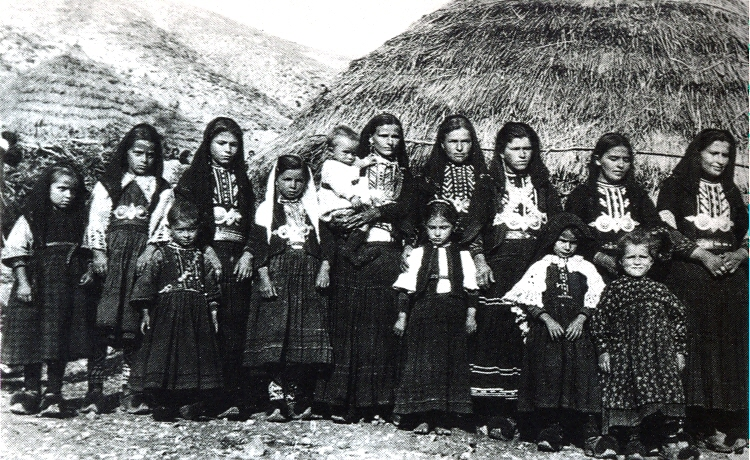
Mulheres e meninas Sarakatsani em 1922; Épiro, Grécia.
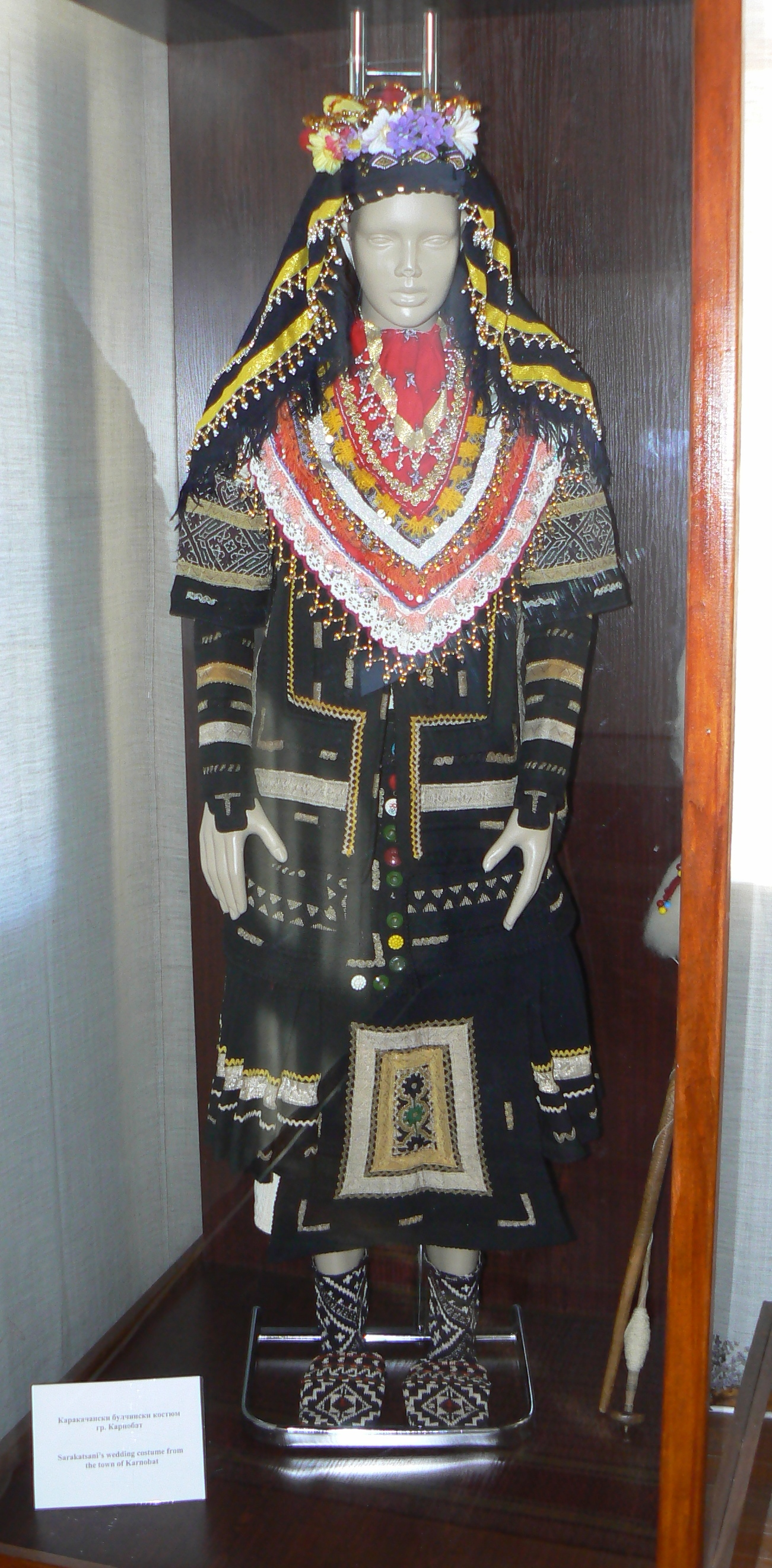
Traje de casamento feminino Sarakatsani tradicional de Karnobat, Bulgária.
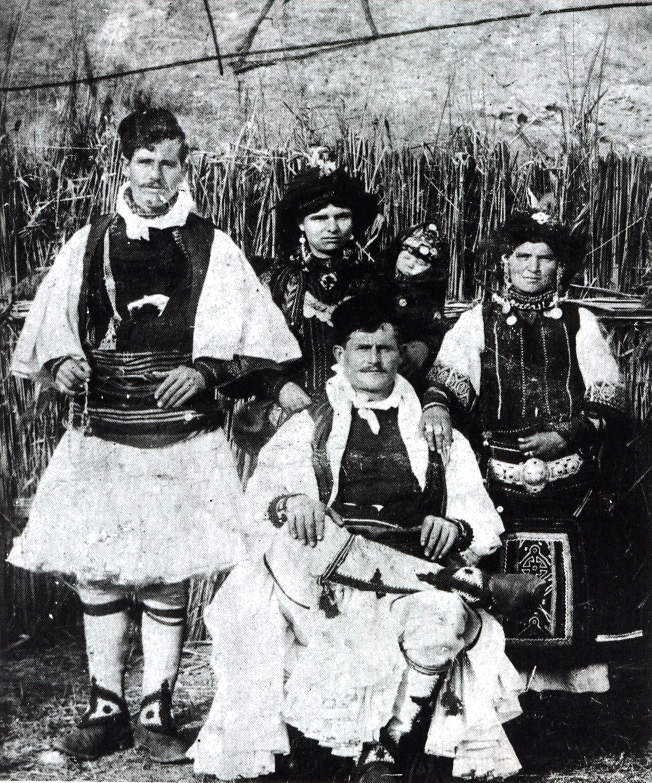
Família Sarakatsani na Trácia, 1938.